# Riot Games
Riot Games, Inc. е американски разработчик на видеоигри, издател и организатор на турнири по електронни спортове. Седалището му е в Западен Лос Анджелис, Калифорния. Основана през септември 2006 г. от Брандън Бек и Марк Мерил за разработване на League of Legends, компанията продължи да разработва няколко спин-оф игри на League и несвързан шутър от първо лице, Valorant. Като издател, Riot Games наблюдава производството на отделни продукти на Лигата от други разработчици чрез издателското си подразделение Riot Forge. От 2011 г. Riot е дъщерно дружество на китайския конгломерат Тенсент.
Riot управлява 14 международни лиги за електронни спортове на League of Legends, Световното първенство на League of Legends и Обиколката на шампионите Valorant. Компанията, която има 24 офиса по целия свят към 2018 г., продава корпоративни спонсорства, стоки и права за стрийминг за своите лиги. Riot е изправен пред обвинения за токсична култура на работното място, включително дискриминация по пол и сексуален тормоз. Отговорът на компанията беше критикуван за използването на принудителен арбитраж.
Основателите на Riot Games, Брандън „Райз“ Бек и Марк „Триндамър“ Мерил, станаха приятели, докато са съквартиранти в Университета на Южна Калифорния, където двамата учиха бизнес и се свързваха с видео игри. Бек и Мерил вярваха, че твърде много разработчици на видеоигри отклоняват фокуса си от игра на игра твърде често, разграничавайки Defense of the Ancients като индикация, че игрите могат да бъдат поддържани и монетизирани в дългосрочен план. Те също така черпиха вдъхновение от азиатските дизайнери на видеоигри, които пуснаха своите игри без предварителна цена и вместо това таксуваха за допълнителни предимства.
Бек и Мерил потърсиха финансиране от семейни и ангелски инвеститори, като събраха 1,5 милиона щатски долара, за да стартират своята компания. Riot Games е създадена през септември 2006 г. и отваря офис в стар, преустроен машинен цех под междущатски надлез 405 в Санта Моника, Калифорния. Първият човек, който Riot Games нае, беше Стив „Гуинсу“ Феак, един от първите разработчици на DotA Allstars, игра, която се счита за основополагаща за жанра MOBA. Докато усъвършенстваха първоначалното творение на League of Legends, те предложиха на инвеститорите компания за видеоигри, вкоренена в електронната търговия. Мерил каза, че са се обърнали към издатели, които са били озадачени от липсата на режим за един играч и безплатен бизнес модел в играта. След няколко кръга на финансиране на обща стойност 8 милиона долара, включително инвестиции от компаниите за рисков капитал Benchmark и FirstMark Capital, както и от китайската холдингова компания Tencent, която по-късно ще стане дистрибутор на League of Legends в Китай.
След шест месеца бета тестове, Riot Games пусна League of Legends като безплатна игра на 27 октомври 2009 г.. Техните дизайнери и ръководители на игри участваха в онлайн форуми, за да правят корекции въз основа на обратната връзка на играчите. На 10 май 2010 г. Riot Games обявиха, че ще поемат разпространението и управлението на играта си в Европа; за да направят това, Riot Games преместиха европейската си централа в Брайтън в нови офиси в Дъблин. През февруари 2011 г. Tencent инвестира $400 милиона за 93% дял в Riot Games. Tencent купи останалите 7 процента на 16 декември 2015 г.; цената не беше оповестена.
През 2012 г., в отговор на токсичността и тормоза в League of Legends, Riot Games стартира „екип за поведение на играчите“ от психолози за борба с тормоза на своята платформа. Тактиката на Riot Games за решаване на проблеми в League of Legends, включително функция за чат за включване между противникови играчи, информиране на забранените играчи за мотивите зад забраната и създаване на трибунал от играчи, които да преценяват забраните, доведоха до 30 процента спад в докладваното поведение за тормоз. Ефикасността на техните резултати е поставена под въпрос от играчите и игралната преса. До 2013 г. League of Legends беше най-играната мултиплейър компютърна игра в света. От 2014 до 2016 г. броят на активните играчи на League of Legends нарасна от 67 милиона на повече от 100 милиона.
Riot Games се премести в нова сграда в кампус от 20 акра (8 хектара) в Западен Лос Анджелис през 2015 г..През март 2016 г. Riot Games придоби Radiant Entertainment, друг разработчик, който по това време работеше върху Rising Thunder и Stonehearth. Rising Thunder беше ефективно отменен след придобиването, като екипът на играта беше разпределен в нов проект. На 13 октомври 2017 г. Бек и Мерил обявиха, че връщат фокуса си върху разработването на игри, като целят да създадат нови изживявания за играчите на видеоигри и електронни спортове. Бек и Мерил предадоха ежедневните операции и цялостното управление на екипа на League of Legends на трима дългогодишни служители: Дилън Джадеджа, Скот Гелб и Николо Лоран, които преди това бяха главен финансов директор (CFO), главен технологичен директор ( CTO) и съответно президент. Впоследствие Гелб и Лоран поеха роли съответно като главен оперативен директор (COO) и главен изпълнителен директор (CEO), докато Бек и Мерил станаха председатели на Riot Games. Към май 2018 г. в Riot Games работят 2 500 души, управляващи 24 офиса по целия свят.
През октомври 2019 г. Riot Games обяви няколко нови игри: версия на League of Legends за мобилни устройства и конзоли, наречена League of Legends: Wild Rift, самостоятелна мобилна версия на режима Teamfight Tactics от League of Legends и цифровата колекционерска игра с карти озаглавена Legends of Runeterra, като и трите са планирани за 2020 г..[забележка 1] Компанията дразни и други игри – Project A, тактически стрелец; Project L, бойна игра с герои от League of Legends; и Project F, мултиплейър игра, която се развива в Runeterra – които не бяха подробни извън описания на жанра и кратки геймплей клипове. По-късно беше разкрито, че проект А е Valorant, който влезе в затворена бета версия на 7 април 2020 г. и беше официално пуснат на 2 юни 2020 г.
През декември 2019 г. Riot Games обявиха Riot Forge, издателска компания, оглавявана от Leanne Loombe. Етикетната част
Riot Games управлява електронни спортни лиги по целия свят. Това включва шампионатната серия на League of Legends, включваща лиги в Северна Америка и Европа. Общо има повече от 100 отбора в 14-те регионални лиги на Riot Games по целия свят. Отборите се състезават в хода на сезон, разделени на две сезонни разделения. Отборите печелят шампионски точки, за да се класират за две големи международни състезания: Mid-Season Invitational и Световното първенство на League of Legends. Световното първенство на Riot Games е годишният професионален турнир в края на всеки сезон.
През 2010 и 2011 г. екипът на Riot Games разработи ново съдържание за League of Legends; именно през това време компанията осъзна, че хората също обичат да гледат играта, която се играе. В резултат на това Riot Games създаде свои собствени лиги за електронни спортове на League of Legends, които произвеждат седмични предавания и създават график за професионални игри. След първото световно първенство на Riot Games през 2011 г., малка афера на конференция в Швеция, компанията реши да превърне своите турнири в професионални събития, подобни на спорт. Той инвестира в оборудване за излъчване, наема продуценти на спортни програми и обучава професионални геймъри да бъдат „готови за телевизия“. През 2012 г. Riot Games проведе турнира си в Galen Center на Университета на Южна Калифорния, предлагайки награден фонд от $1 милион. Оттогава Riot Games провежда турнири в Берлин, Сеул, Медисън Скуеър Гардън в Ню Йорк и Staples Center в Лос Анджелис.
Компанията продава корпоративни спонсорства, стоки и права за стрийминг за своята лига за електронни спортове. През 2015 г. инвеститорите купиха дялове в отбори и започнаха да изграждат свои собствени отбори. Сред собствениците на отбори в лигите на Riot Games са собствениците на Вашингтон Уизардс, Кливланд Кавалиърс, Хюстън Рокетс, Голдън Стейт Уориърс, Филаделфия 76ers, Лос Анджелис Доджърс, съоснователят на AOL Стив Кейс и треньорът по живот Тони Робинс.  Inc. цитира ръста на лигите и собствеността на високопоставени лица като част от мотивите си да направи Riot Games своя компания на годината за 2016 г. След дебати относно това дали професионалните играчи и треньори трябва да имат по-голям дял от приходите от електронни спортове на Riot Games и изразени опасения относно това, че компанията прави промени в играта преди мачовете, компанията издаде отворено писмо през 2016 г., в което обещава по-висок дял от приходите и повече сътрудничество с професионални екипи. През 2017 г. Riot Games проведе Световното първенство на League of Legends в Китай, като финалите се проведоха в Пекин. Същата година компанията обяви, че ще даде франчайз на своите десет отбора в Северноамериканската лига на легендите от шампионатната серия, която струва най-малко 10 милиона долара за участие.
През ноември 2020 г., Riot Games обяви първия Valorant Champions Tour, глобалният състезателен турнир за Valorant. Първоначално турнирът изключи отбори участници от Индия, въпреки че през април 2021 г. Riot Games изразиха признателност за играчите на страната и заявиха, че обмислят варианти, които биха позволили участието на Индия в esport.
Riot Games забранява изразяването на лични възгледи относно това, което смята за чувствителни въпроси (включително политика и религия) по време на своите киберспортни събития, излъчвани на живо.
| Year | Заглавие                               | Жанр(ове)                                | Platform(s)                                       | Notes | Ref(s) |
| ---- | -------------------------------------- | ---------------------------------------- | ------------------------------------------------- | --- | ------ |
| 2009 | League of Legends                      | Мултиплейър онлайн бойна арена           | macOS, Windows                                    | |        |
| 2019 | Teamfight Tactics                      | Авто боец                                | Android, iOS, macOS, Windows                      | |        |
| 2020 | League of Legends: Wild Rift           | Мултиплейър онлайн бойна арена           | Android, iOS, unrevealed consoles                 | |        |
| 2020 | Legends of Runeterra                   | Дигитална колекционерска игра с карти    | Android, iOS, Windows                             | |        |
| 2020 | Valorant                               | Стрелец от първо лице                    | Windows                                           | Кодово име и обявено като Проект А. |        |
| 2020 | LoL Esports Manager                    | Симулация                                | Android, iOS, Windows                             | |        |
| 2021 | Ruined King: A League of Legends Story | Тактическа ролева игра                   | Nintendo Switch, PlayStation 4, Xbox One, Windows | Публикувано от Riot Games и разработено от Airship Syndicate.                                                                           |        |
| TBA  | Project L                              | Борба                                    | TBA                                               | |        |
| TBA  | Project F                              | Екшън ролева игра, хак и наклонена черта | TBA                                               | |        |
| TBA  | Unknown                                | MMORPG                                   | TBA                                               | Неназована MMO базирана на League of Legends беше обявена, че е в процес на разработка; се спекулира със заглавието World of Runeterra. |        |

| Year | Title                     | Genre(s)      | Platform(s)  | Developer(s)    |
| ---- | ------------------------- | ------------- | ------------ | --------------- |
| 2013 | Astro Teemo               | Аркада        | Browser      | Pure Bang Games |
| 2014 | Cho'Gath Eats the World   | Аркада        | Browser      | Pure Bang Games |
| 2015 | Blitzcrank's Poro Roundup | Аркада        | Android, iOS | Pure Bang Games |
| 2017 | Ziggs Arcade Blast        | Аркада        | Windows      | Riot Games      |
| 2018 | Star Guardian: Insomnia   | Разстреляй ги | Windows      | Riot Games      |
| 2018 | Project.execute           | Разстреляй ги | Windows      | Riot Games      |
| 2018 | Super Zac Ball            | Спорт         | Windows      | Riot Games      |

Настолни игри
През октомври 2016 г. Riot Games пусна Mechs vs. Minions, кооперативна настолна игра, базирана на League of Legends. Първата настолна игра на Riot под Riot Tabletop беше Tellstones: King's Gambit, игра за блъфиране за двама или четирима играчи, пусната през 2020 г..
Обвинения за полова дискриминация и сексуален тормоз
През първата половина на 2018 г. Kotaku говори с около 28 бивши и настоящи служители в Riot Games. Няколко твърдят, че служителите в Riot са били дискриминирани. Например, някои отбелязаха, че идеите на служителите са били пренебрегнати, докато същите идеи от служителите мъже са били приети с готовност, а някои служители са били подготвяни за по-високи позиции, само за да бъдат пропуснати от нов нает мъж. Тези служители описаха работната среда на Riot като „братска култура“. Други обвинения включват получаване на изображения на мъжки гениталии от колеги и шефове, нишка по имейл, спекулираща какво би било да се проникне в служителка, и списък, споделен сред висшите служители, в който подробно се описва с кои служители ще спят. Kotaku спекулира, че това идва от историята на Riot като цяло да се грижи за „основните“ геймъри както в продуктите, така и в практиките за наемане, което кара компанията да предпочита служителите мъже пред жените.
Някои служители на Riot, към които Kotaku се обърна, твърдят, че тези обвинения не са верни или вече са били разгледани; например, според ръководителя на платформата Оксана Кубушина, усилията за подобряване на процеса на наемане, за да бъде по-разнообразен и приобщаващ към жените, започнаха девет месеца преди публикуването на статията. Ръководителят по корпоративни комуникации на Riot Games Джо Хиксън призна проблемите и каза, че те не са в съответствие с основните ценности на Riot. Освен това той каза, че всички служители на Riot трябва да бъдат държани отговорни за работната среда.
През седмицата след статията на Kotaku, още няколко настоящи и бивши разработчици излязоха, за да говорят за собствения си опит в Riot, който включва твърдения за сексуален тормоз и неправилен пол. В изявление за Gamasutra Хиксън посочи, че компанията предприема действия въз основа на историята и нейния отговор. Той уточнява, че по отношение на твърденията за лошо поведение от страна на висши ръководители в Riot, старшинството на лицата няма да има влияние върху дисциплинарните производства. До края на август 2018 г. Riot разкриха, че прилагат седем „първи стъпки“ за промяна на вътрешната култура на компанията в светлината на повдигнатите проблеми, включително приоритет „Култура и разнообразие и инициатива за приобщаване“. За да помогне за прилагането им, Riot нае Франсис X. Frei като старши съветник за разнообразие, лидерство и стратегия.
Като отговор на статията в Kotaku, Riot предложи сесия в PAX West през 2018 г. за бъдещи разработчици на видеоигри с панел и индивидуални сесии за преглед на автобиографиите; сесията допускаше само жени и небинарни хора. Членовете на игровите общности на Riot изразиха възмущение от изключването на мъже, докато служителите на Riot защитиха решението, тъй като такава изключителна подкрепа за пола е необходима, за да се коригира доминираната от мъже природа на разработването на видеоигри. Някои от отзивите към Riot включват тормоз и заплахи. В отговор на стрелба на турнир по видеоигри в Джаксънвил, Флорида през август 2018 г., Riot планира да повиши сигурността на предстоящите си събития. Двама служители на Riot се опитаха да отговорят на обратната връзка от събитието PAX; единият беше уволнен, а другият напусна фирмата. Riot заявиха, че тези отклонения са отделни от тяхната инициатива за разнообразие.
През декември 2018 г. главният изпълнителен директор на Riot Николо Лоран изпрати имейл до всички служители, в който заявява, че след вътрешното разследване на компанията техният главен оперативен директор Скот Гелб е отстранен за два месеца без заплащане за лошо поведение на работното място и ще вземе курсове за обучение преди завръщането си. Riot заяви пред Kotaku, че все още има други случаи, които разследват, но не включват такива по-старши като Гелб и следователно няма да обсъждат тези случаи публично. До януари 2019 г. Riot актуализира стойностите на компанията на своя уебсайт, за първи път от 2012 г., за да отрази очевидната „култура на братя“, спомената в доклада на Kotaku, и до февруари 2019 г. нае Анджела Роузборо като главен представител на компанията. офицер, за да помогне допълнително за подобряване на културата им.
Около три месеца след историята на Kotaku, един настоящ и един бивш служител на Riot заведоха дело срещу компанията, като твърдят, че компанията се занимава с дискриминация по пол по отношение на тяхното заплащане и позиция и че компанията е създала „сексуално враждебно“ работно място. Искът има за цел да го квалифицира като колективен иск и обезщетенията да се основават на неизплатени заплати, обезщетения и други фактори, които да се определят в процеса. Други трима служители последваха собствените си дела срещу Riot Games през следващите месеци. Riot Games се опита да отхвърли два от делата през април 2019 г., позовавайки се, че двете жени ищци по тези дела, когато са били наети, са се съгласили на арбитраж на трета страна, вместо да предприемат съдебни действия. Вътрешно няколко служители на Riot заплашиха да напуснат, идея, която съществува още от първата статия в Kotaku, тъй като наред с принудата за използване на арбитраж, тези служители смятат, че Riot тепърва трябва да подобри прозрачността си по отношение на процесите и иначе са продължили да запазват Гелб въпреки отстраняването му.
През август 2019 г. беше постигнато предложено споразумение в груповия иск, което ще включва поне 10 милиона щатски долара обезщетение на жени, които са били наети в Riot Games през предходните пет години. Представители на класа посочиха, че смятат, че това ще доведе до промяна, докато Riot каза, че има други въпроси, които не са обхванати от иска, и че също възнамеряват да разрешат непризнатите проблеми.
Калифорнийският отдел за справедлива заетост и жилища (DFEH) разследва твърдения за дискриминация по пол в Riot Games от октомври 2018 г. През юни 2019 г. DFEH обяви, че Riot е отказала да им предостави исканите документи и е търсила действия, за да принуди тези документи, въпреки че Riot отговори като казаха, че са изпълнили всички искания на DFEH. След информация за споразумението, Министерството подаде жалба в съда, в която заяви, че смята, че споразумението е твърде ниско, като прецени, че делото потенциално би могло да струва до 400 милиона щатски долара. Държавният отдел за прилагане на трудовите стандарти също подаде жалба, вярвайки, че споразумението ще освободи Riot от трудови задължения, повдигнати от делото. И двете жалби настояват съдът да отхвърли предложеното споразумение. Riot отхвърли по-голямата стойност на DFEH по делото и отхвърли обвиненията, повдигнати от DFEH, че е в тайно споразумение с адвоката на класа, за да намали сумата, която ще платят чрез споразумението.
В резултат на констатациите на държавата, че условията на споразумението е трябвало да бъдат оценени по-високо, класът оттегли предложеното споразумение за 10 милиона щатски долара и се отказа от първоначалния си правен съвет, привличайки нови адвокати, които са участвали в предишни съдебни дела, свързани с Me Твърде движение през февруари 2020 г. В отговор Riot каза, че смятат цифрата от 10 милиона щатски долара „справедлива и адекватна при обстоятелствата“ след анализ, но остават ангажирани с постигането на решение. През август 2021 г. DFEH твърди, че Riot се намесва в текущите им разследвания, като лъжливо информира служителите, че не могат да говорят директно с DFEH; докато съдът нареди на Riot да издаде бележка на всички служители, че законно могат да говорят с DFEH, Riot все още не е изпълнила тази заповед.
Riot и Laurent бяха съдени от бившия асистент на Лоран през януари 2021 г. по обвинения в сексуална дискриминация, които включват неподходящ език и малтретиране на труда. Riot започна разследване от трима членове на борда на директорите, включително професор Youngme Moon от Harvard Business School, за поведението на Лоран в отговор на съдебния процес. През март 2021 г. те съобщиха, че „Заключихме, че няма доказателства, че Лоран е тормозил, дискриминира или отмъщава срещу ищеца. Следователно ние стигнахме до заключението, че към настоящия момент... не трябва да се предприемат действия срещу Лоран.“
Alienware, който спонсорира събитията за електронни спортове на League of Legends на Riot, прекрати партньорството си с Riot година по-рано от срока на договора им през март 2021 г. поради продължаващото съдебно дело относно обвиненията в сексуален тормоз.
Спор за принудителни арбитражни клаузи
Riot също е критикуван от служителите си, че изисква използването на принудителен арбитраж в трудовите си договори в резултат на делото за дискриминация по пола. Riot позволи на служителите да говорят анонимно с пресата и посочиха намерението си да използват заседанията на кметството и дискусиите в по-малки групи с Роузборо и служителите, за да определят бъдещи действия. Riot също така се ангажира да премахне задължителния арбитраж в новите договори на служителите и евентуално за съществуващите, след като текущият съдебен спор бъде уреден. Освен това Riot създаде 90-дневен план, започващ през май 2019 г., за да продължи да се занимава с вътрешни проблеми, свързани с многообразието и приобщаването. Въпреки това, над сто служители на Riot организираха напускането си на 6 май 2019 г., изисквайки Riot да прекрати принудителния арбитраж и за всички минали и настоящи служители. Около две седмици след излизането, Riot върнаха позицията си, като казаха, че няма да променят принудителния арбитраж в съществуващите споразумения, докато текущият съдебен процес срещу компанията продължава.
Други
През юни 2020 г. Рон Джонсън, глобален ръководител на потребителските продукти на Riot Games, сподели публикация във Facebook, в която се твърди, че Джордж Флойд е бил убит от полицията „заради престъпния си начин на живот“. Впоследствие компанията остави Джонсън в отпуск, за да проведе разследване, след което Рон подаде оставка от компанията. 
Riot обяви планирано партньорство с развиващия се град Неом в Саудитска Арабия през юли 2020 г., като градът ще спонсорира предстоящата серия за европейско първенство на League of Legends. Малко след обявяването, феновете на играта, както и служителите на Riot, разкритикуваха компанията заради социалните медии и техните стрийминг канали заради партньорството, цитирайки рекорда на Саудитска Арабия за човешките права и насилствените опити за изгонване на племето Хауейтат от района по време на изграждането на града. Riot анулира партньорството в рамките на няколко дни в отговор, като се извини и каза, че партньорството е било прибързано.
Riot беше критикуван за пускането на пазара на нов герой от League of Legends, като създаде акаунт в Twitter, в който те намекват за нейните борби с психичното ѝ здраве, включително ниско самочувствие, тревожност и синдром на измамника. Някои написаха, че акаунтът е опит да подмами играчите да се чувстват близки с нея в опит да рекламират. Креативният директор Патрик Моралес каза, че въпреки че е „горд“ с членовете на екипа, които са работили по кампанията, тя е оказала „непреднамерено въздействие извън разказа, който искахме да разкажем“.
През 2017 г. Riot Games заведе дело срещу Moonton Technology Co., разработчика на мобилната игра Mobile Legends: Bang Bang, поради нарушаване на авторски права, позовавайки се на прилики между Mobile Legends и League of Legends. Първоначално делото беше прекратено в Калифорния поради неудобства във форума. След това Tencent, от името на Riot Games, заведе нов иск в китайски съд, който се произнесе в полза на Tencent през юли 2018 г., като му присъди обезщетение от 2,9 милиона долара.
През октомври 2019 г. Riot Games заведе дело срещу Riot Squad Esports LLC, базирана в Чикаго организация за електронни спортове, основана през март 2019 г., като твърди, че Riot Squad умишлено е нарушил търговската марка „Riot“ на Riot Games.